# Catasticta corcyra
Catasticta corcyra är en fjärilsart som först beskrevs av Felder 1859.  Catasticta corcyra ingår i släktet Catasticta och familjen vitfjärilar. Inga underarter finns listade i Catalogue of Life.